# 速水百花
速水 百花（はやみ ももか、1989年6月30日 - ）は、日本のAV女優。ポップスター所属。
青森県出身。血液型:O型。身長:151cm。スリーサイズ:B94(G)・W60・H87。

## 略歴・人物
2009年にデビューした巨乳（Gカップ）のAV女優である。

## 出演作品

### アダルトビデオ
2009年
- 会社で女子社員にやってみたいエッチなことベストテン 5 （1月1日、V&Rプロダクツ）
- 小悪魔キャバ嬢 AFTER 泥酔ギャルとタダマンする方法教えます! （1月8日、ナチュラルハイ）…オムニバス作品
- 職権乱用痴漢シリーズVol.1 授業中の校内痴漢は女子校教師の特権だ! 勃起チ○ポを擦りつけても拒めないウブな桃尻優等生 （1月22日、ROCKET）…オムニバス作品
- 「キスまで3cm 日曜日の恋人のいない美淑女に満員状態で息がかかるほど密着したらヤられた」 VOL.2 （2月5日、DANDY）…オムニバス作品
- ロケットおっぱい20人! マイクロビキニでドキッ! 巨乳だらけの水泳大会 （2月5日、ROCKET）
- In…your room 僕と彼女と彼女の部屋で 02 （2月6日、ゴーゴーズ）
- 堕ちたグラドル強制猥褻エステ 〜本当にあった強制猥褻シリーズ〜 （2月7日、ラハイナ東海）…オムニバス作品
- 出会い系即日カップルが集まるネットカフェの個室は超エロい! しかもエッチに夢中なので、こっそり覗き見し放題! （2月19日、Hunter）…オムニバス作品
- 移動式トリモチ公衆女子便所 トイレホイホイでHなイタズラ大作戦!! （2月19日、ROCKET）…オムニバス作品
- 学生と後背位がたまらん。 （2月20日、SEX Agent）
- 女性窒息&首絞めマニアの生態 変態エクスタシーレポート VOL.6 （2月20日、RISING）…オムニバス作品 ※「速見百花」名義
- AV絶対NGの女の子 生まれて初めてのセンズリ鑑賞 （2月28日、ラハイナ東海）…オムニバス作品
- 人前で服を脱いだ事なんて一度も無い!! 一般人（女子大生）がSOD女子社員になる瞬間（トキ）!! （3月5日、SODクリエイト） ※「速水花恵」名義
- ボディペインティング露出 2 （3月5日、ナチュラルハイ）…オムニバス作品
- GAL校生 #14 （3月12日、プレステージ） ※「ももか」名義
- 失禁三昧 （3月13日、AVS）
- SOD女子社員（秘）業務日報 プレミアムコレクション 女子社員 厳選33名! （3月19日、SODクリエイト）…オムニバス作品 ※「速水花恵」名義
- ザ・ギャルナン 08 （3月19日、グローリークエスト）…オムニバス作品
- 高級ソープよりもすごい 極上ウラ風俗 05 （3月24日、プレステージ）
- 巨乳調教ファイル 02 有名ペットショップ店員 七海智花 19歳 （4月1日、EROS HEARTS） ※「七海智花」名義
- PET 04 キミはボクのペット 愛玩少女 ももか （4月3日、ゴーゴーズ） ※「ももか」名義
- エアロビインストラクターを犯したい 6 （4月10日、RISING）…オムニバス作品 ※「速見百花」名義
- 巨乳専門 おっぱい風俗 （4月11日、ラハイナ東海）…オムニバス作品
- フェラコレ2009春SP 30人のフェラジェンヌ （4月15日、隼エージェンシー）…オムニバス作品
- おっぱい！大好き!! 騎乗位&パイズリでいかしてくれる巨乳ギャル （4月15日、隼エージェンシー）…オムニバス作品
- Chou-cream [シュークリーム] 7 （4月17日、RISING） ※「速見百花」名義
- ロリレイプ 4 （4月19日、ミスター・インパクト）…オムニバス作品
- アメスク 22 （4月22日、プレステージ）
- 拘束コレクション 5 女王様逆調教 屈辱の絶頂失禁地獄 （4月24日、RISING）…オムニバス作品
- 凌辱デリヘル 2 （4月30日（レンタル）／5月15日（セル）、LEO）…オムニバス作品
- 素人援交生中出し 56 （4月30日、プラム）
- エロい女のピストンマ●コとイヤラシい腰使い 5 絶頂限界ディルドゥオナニー （5月1日、映天）…オムニバス作品
- 巨乳どれい 3 （5月1日、中嶋興業）
- SOD女子社員 第14回 お座敷でセクハラ満載! 混浴で大乱交! 王様ゲーム＋花びら大回転 無制限発射付き （5月7日、SODクリエイト） ※「速水花恵」名義
- 「新人美乳女優限定」男性専用サウナで官能小説の朗読サービスをはじめました! （5月7日、SODクリエイト）
- カラダイイオンナ 5 （5月8日、HRC）
- 爆イキ 17 （5月25日、アヴァ）
- 浣腸をして噴射するアナルをじっくり見せつけた時の女の子の表情はエロい!! （6月4日、SODクリエイト）…オムニバス作品
- ボイン痴女たちの童貞筆下ろし大乱交 （6月13日、MOODYZ）
- 親友の彼女を寝取ったヤツ! ハメ撮りして投稿して下さい! （6月13日、カルマ）…オムニバス作品
- こだわりの手コキ 4時間SP 12 35人のハンドメイド （6月15日、隼エージェンシー）…オムニバス作品
- ロリ相姦 2 （6月15日、隼エージェンシー）…オムニバス作品
- エッチなお姉さんに誘われて 34 （6月20日（レンタル）／7月24日（セル）、クリスタル映像）…オムニバス作品
- 2009 SOD女子社員 ドキッ! ポロリだらけの丸ごと下着水泳大会 （7月9日、SODクリエイト） ※「速水花恵」名義
- シャイな童貞男子を抜きまくる… 巨乳ギャルだらけのコンビニは実在した!! （7月9日、GARCON）
- 45人のおっぱいを揉んで!吸いまくる! （7月19日、ミスター・インパクト）…オムニバス作品
- ドエムの殿堂 （7月24日、チェリーズ）
- ワイセツな桃尻 「尻フェチ専用」 H:87 速水百花 （8月19日、女尻）
- 水泳大会ではおっぱいもアソコも見せてくれなかったSOD女子社員のお友達を朝までかけて口説き落としました。 （8月20日、SODクリエイト）…オムニバス作品 ※「速水花恵」名義
- ガンギマリ素人娘 1 （8月20日、ナチュラルハイ）
- 生中出し 新入女子社員 6 （8月21日、BAZOOKA）…オムニバス作品
- ボイン!ボイン!! 2 「乳フェチ専用」Gカップ 速水百花 （8月25日、ジャネス）
- 爆乳M女 （8月27日、ゲインコーポレーション）
- 働くオンナ狩り 9 【ルート営業ウーマン編】 （9月1日、プレステージ）
- 脚を伸ばしてオナニーする女達 2 （9月4日、オフィスケイズ）…オムニバス作品
- SOFT ON DEMAND ファン感謝祭 日頃お世話になっているお客様からの超羞恥指令にSOD美人女子社員がカラダを張ってお応えしました!! （9月5日、SODクリエイト） ※「速水花恵」名義
- 巨乳ギャルレズレスリング!! vol.02 （9月5日、GARCON）
- 全員Fカップ以上! 巨乳ギャル露天風呂!! Vol.04 （9月5日、GARCON）
- ラブリーボイン 2 F!G!Hcup!&ひとつ飛ばしてJカップ!! （9月30日（レンタル）／10月9日（セル）、LEO）…オムニバス作品
- 完全撮りおろし カリスマアイドル対抗!! ガチフェラ早出しバトル! 2 （10月23日、レアル・ワークス）…オムニバス作品
- 巨乳女子校生に生中出し 06 （10月23日、レアル・ワークス）…オムニバス作品
- NAMANAKA GALS ON LIVE 8 （11月27日、ピエロ）…オムニバス作品
- フェラコレ 女子校生編 2 （12月25日、隼エージェンシー）…オムニバス作品

### イメージビデオ
- ゲキ着!素人 もも（19）ペットトリマー （2009年7月9日、グラマラスキャンディ） ※「もも」名義

## テレビ番組
- 探せ!ボクらのぷるる〜ん娘 #13 （MONDO21）

## 電子書籍

### デジタル写真集
- 妹 Hyper ナース編 （2009年7月30日、SPLASH PRO） - 撮影:会田我路
- 妹 Hyper 放課後編 （2009年8月13日、SPLASH PRO） - 撮影:会田我路
- 妹 Hyper メイド編 （2009年8月27日、SPLASH PRO） - 撮影:会田我路
- 妹 Hyper スクールガール編 （2009年9月17日、SPLASH PRO） - 撮影:会田我路
- 妹 Hyper コスプレ編 （2009年10月8日、SPLASH PRO） - 撮影:会田我路